# Famille Barré de Saint-Venant
Pour les articles homonymes, voir Barré de Saint-Venant.
La famille Barré de Saint Venant est une famille subsistante d'ancienne bourgeoisie française mais également une famille française subsistante de la noblesse pontificale, originaire de Niort en Poitou.
Elle compte parmi ses membres un essayiste, un ingénieur et une résistante.

## Histoire
La famille Barré de Saint-Venant est issue de Jean Barré, bourgeois de Niort, vivant au XVIIe siècle.
Adhémar Barré de Saint-Venant a reçu par bref apostolique du 27 août 1869 le titre de comte en récompense de ses activités pour le rayonnement du catholicisme.
Elle a rejoint l'association « Réunion de la noblesse pontificale » en 1988.

## Filiation
Ci-dessous, une filiation simplifiée de la famille Barré de Saint-Venant :
- Jean Barré, bourgeois de Niort
  - Étienne Barré (ca. 1582-1677), marchand, marié avec Andrée Bouhault (née avant 1600)
    - Jacques Barré (1628-1682), marchand, marié en 1662 avec Françoise Mansigné (née avant 1645)
      - Alexis Barré de Chabans (1667-1718), marguillier de Notre Dame de Niort, procureur du roi et échevin de Niort, marié en 1692 avec Marguerite Madeleine Mangou (1673-1731)
        - Alexis Barré de Chabans, (1669-1761), procureur du Roi, échevin de Niort, capitaine au régiment des milices royales de Niort, marié en 1726 avec Elisabeth Clerc (1701-1744)
          - Jean Alexis Barré de Chabans (1726-1783), avocat aux conseils, officier des chasses du roi à Fontainebleau, marié avec Marie Angélique Boutoux de Souville.
          - Louis Barré de Chabans, (1730 - ca. 1800), décédé vers 1800, échevin et procureur du roi, marié en 1768 avec Marie Françoise Fraigneau
            - Alexis Louis Barré de Chabans (1770-1852), colonel du 17ème régiment d’infanterie, marié en 1807 avec Cécile Elisabeth Moro-Malipiero († 1841), sans postérité masculine

          - Jean Barré de Saint-Venant(1737-1810) lieutenant-colonel de la garde nationale, marié en 1789 avec Joséphine Laborie (1769-1847)
            - Adhémar Barré de Saint-Venant (1797-1886), polytechnicien, ingénieur en chef des Ponts et Chaussées, savant physicien, marié en 1837 avec Julie Rohault de Fleury (1818-1885), dont postérité subsistante

          - Alexis Barré de Montigny (1738- ap. 1808), maire de Niort, marié en 1772 avec Louise Catherine Prévost du Lac, sans postérité masculine

  - Jean Barré
    - Michel Barré, écuyer , seigneur de La Thibaudière et de La Sourderie, lieutenant du sénéchal d'Aulnay, marié avec Hélène Bouchereau, dont postérité éteinte.

## Personnalités

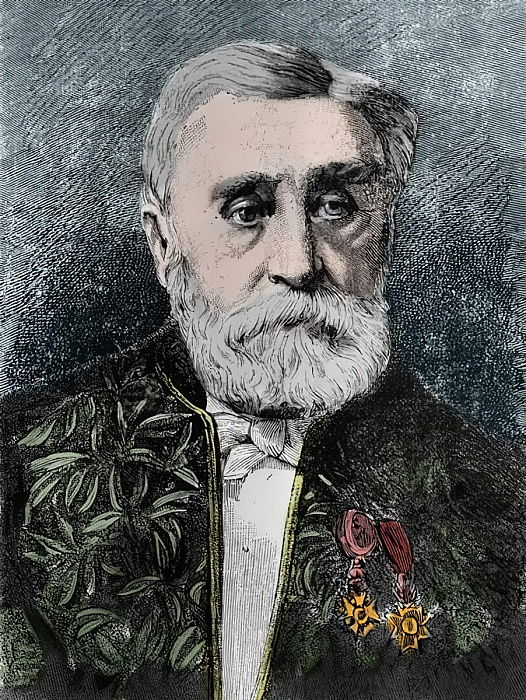
Adhémar Barré de Saint-Venant.

- Jean Barré de Saint-Venant (1737-1810), essayiste et planteur ;
- Adhémar Barré de Saint-Venant (1797-1886), fils du précédent, ingénieur ;
- Pauline Gabrielle Barré de Saint-Venant (1895-1945), née Gaillard, résistante.

## Alliances
Les principales alliances de la famille Barré de Saint-Venant sont : Prévost du Lac (1772), Boutoux de Souville, de Grimoüard (1844), de Larminat, Rohault de Fleury (1837), Bodard de la Jacopière (1862), de Saint-Légier (1871), de Bengy-Puyvallé (1873), Barbier de La Serre (1876), du Puytison (1884), de Perier (1897), de Sachy de Fourdrinoy (1897), de Courthille (1911), de Massia (1915), de Boigrollier de Ruolz (1928).

## Armes
- Les armes de la famille se blasonnent ainsi : D'azur au chevron d'argent accompagné en chef de deux mouchetures d'hermine du même, et en pointe d'un soleil d'or.[1]
- Ses membres portent le titre de comte[4].